# Rahasane Turlough SPA
Rahasane Turlough SPA este o arie protejată (arie de protecție specială avifaunistică — SPA) din Irlanda întinsă pe o suprafață de 372,3 ha, integral pe uscat.

## Localizare
Centrul sitului Rahasane Turlough SPA este situat la coordonatele 53°13′14″N 8°47′10″W / 53.22066°N 8.785999°V.

## Înființare
Situl Rahasane Turlough SPA a fost declarat arie de protecție specială avifaunistică în septembrie 1996 pentru a proteja 15 specii de animale.

## Biodiversitate
Situată în ecoregiunea atlantică, aria protejată nu include niciun habitat protejat.
La baza desemnării sitului se află mai multe specii protejate de  păsări (15): rață sulițar (Anas acuta), rață lingurar (Anas clypeata), rață pitică (Anas crecca), rață fluierătoare (Anas penelope), rață mare (Anas platyrhynchos), Anser albifrons flavirostris, rața moțată (Aythya fuligula), fugaci de țărm (Calidris alpina), lebădă de iarnă (Cygnus cygnus), pescăruș râzător (Larus ridibundus), sitar de mâl (Limosa limosa), culic mare (Numenius arquata), ploier auriu (Pluvialis apricaria), fluierarul cu picioare roșii (Tringa totanus), nagâț (Vanellus vanellus).
Pe lângă speciile protejate, pe teritoriul sitului au mai fost identificate 2 specii de plante, 2 specii de păsări.